# Métropole de Nikaia

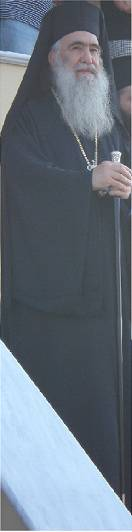
Le métropolite Alexis (né au Pirée en 1944), en mai 2009.

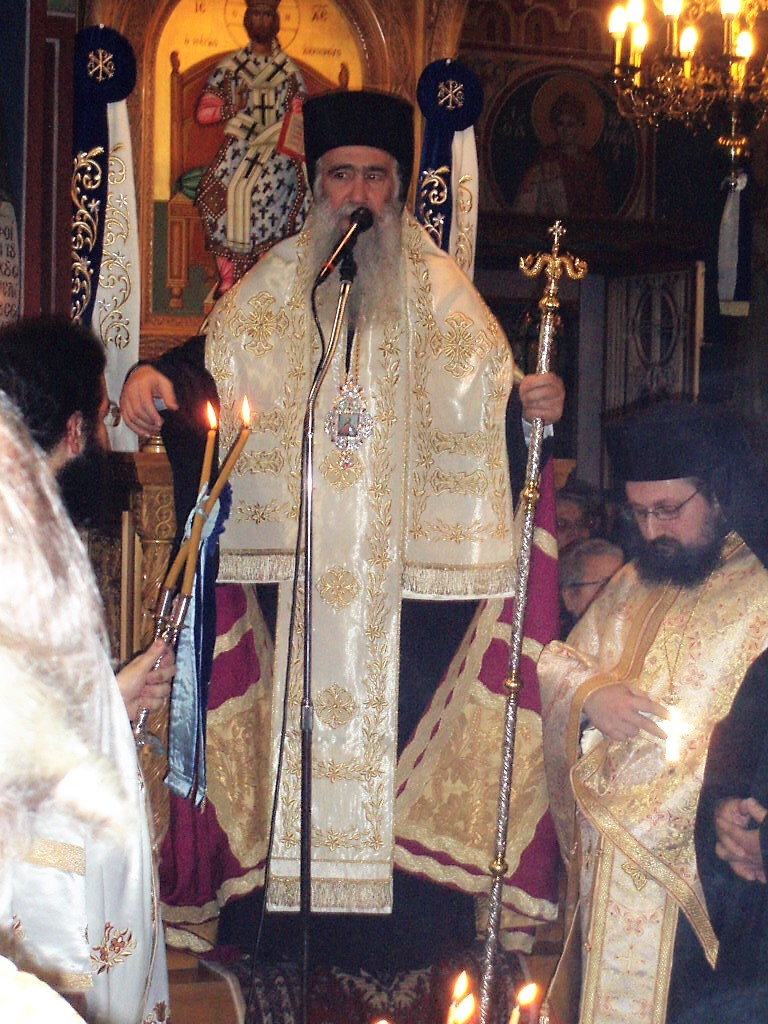
Le métropolite Alexis, en 2007.

La Métropole de Nikaia (en grec byzantin : Ιερά Μητρόπολις Νικαίας) est un évêché de l'Église orthodoxe de Grèce. Elle est située à Nikaia, une ville de la banlieue sud-ouest d'Athènes, près du Pirée. Elle compte 37 paroisses réparties entre sept municipalités. Elle a été fondée en 1967. 

## La cathédrale
C'est l'église Saint-Nicolas de Nikaia, place E. Vénizélou. Fête patronale le 6 décembre.
L'administration métropolitaine occupe un bâtiment place du 17 août 1944 à Nikaia.

## Les métropolites
Son évêque est (en 2020) le métropolite Alexis (el) (Vrionnis) depuis 1995.

## L'histoire
La métropole a été fondée en 1967 sur les quatre dèmes de Nikaia, Kerastini, Pérama et Korydallos, détachés de la métropole du Pirée. En janvier 1971, elle reçoit mission d'ajouter à son territoire ceux des trois municipalités d'Agia Varvara, Aigaleo et Haïdari, détachées du diocèse de l'archevêché d'Athènes.

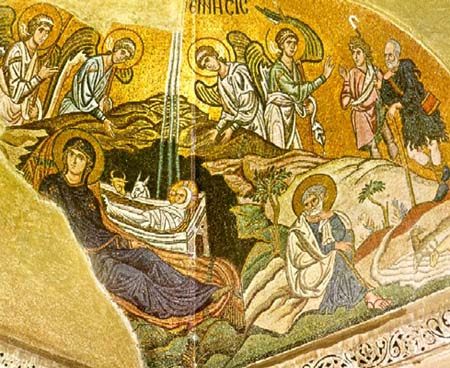
La Nativité du Christ, scène principale, mosaïque du monastère de Daphni

## Le territoire
- Nikaia (10 paroisses)
- Agia Varvara (2 paroisses)
- Aigaleo (6 paroisses)
- Keratsini (5 paroisses)
- Korydallos (4 paroisses)
- Perama (6 paroisses)
- Haïdari (4 paroisses)

À Haïdari est situé l'ancien monastère de Daphni, inscrit au patrimoine mondial de l'UNESCO depuis 1990, célèbre pour ses mosaïques byzantines.

## Les solennités locales
- La commémoration des saints Pères du premier concile de Nicée (325), le dimanche qui suit l'Ascension[1].
- La commémoration des saints Pères du second concile de Nicée (787), le 11 octobre si c'est un dimanche ou le dimanche qui suit.

## Sources
- (el) Le site de la métropole : http://www.sxolesimnikaias.gr
- Diptyques de l'Église de Grèce (en grec).